# Іпор
Іпо́р (фр. Yport) — муніципалітет у Франції, у регіоні Нормандія, департамент Приморська Сена.  Населення — 709 осіб (01.01.2021).
Муніципалітет розташований на відстані близько 180 км на північний захід від Парижа, 70 км на північний захід від Руана.

## Історія
До 2015 року муніципалітет перебував у складі регіону Верхня Нормандія. Від 1 січня 2016 року належить до нового об'єднаного регіону Нормандія.

## Демографія
Динаміка населення (INSEE ):
Розподіл населення за віком та статтю (2006):
| Стать | Всього | До 15 років | 15-24 | 25-44 | 45-64 | 65-85 | Понад 85 |
| --- | ------ | ----------- | ----- | ----- | ----- | ----- | -------- |
| Чоловіки | 528    | 128         | 60    | 144   | 128   | 68    | 0        |
| Жінки | 500    | 72          | 56    | 140   | 120   | 92    | 20       |
| \| Статево-вікова піраміда \| Статево-вікова піраміда \| Статево-вікова піраміда \| \| ----------------------- \| ----------------------- \| ----------------------- \| \| Чоловіки \| Вік \| Жінки \| \| 0 \| 85 + \| 20 \| \| 8 \| 80-84 \| 36 \| \| 12 \| 75-79 \| 8 \| \| 16 \| 70-74 \| 20 \| \| 32 \| 65-69 \| 28 \| \| 20 \| 60-64 \| 28 \| \| 52 \| 55-59 \| 24 \| \| 32 \| 50-54 \| 24 \| \| 24 \| 45-49 \| 44 \| \| 48 \| 40-44 \| 28 \| \| 28 \| 35-39 \| 48 \| \| 40 \| 30-34 \| 40 \| \| 28 \| 25-29 \| 24 \| \| 24 \| 20-24 \| 16 \| \| 36 \| 15-20 \| 40 \| \| 44 \| 10-14 \| 16 \| \| 48 \| 5-9 \| 24 \| \| 36 \| 0-4 \| 32 \| |        |             |       |       |       |       |          |
| Статево-вікова піраміда |        |             |       |       |       |       |          |
| Чоловіки | Вік    | Жінки       |       |       |       |       |          |
| 0 | 85 +   | 20          |       |       |       |       |          |
| 8 | 80-84  | 36          |       |       |       |       |          |
| 12 | 75-79  | 8           |       |       |       |       |          |
| 16 | 70-74  | 20          |       |       |       |       |          |
| 32 | 65-69  | 28          |       |       |       |       |          |
| 20 | 60-64  | 28          |       |       |       |       |          |
| 52 | 55-59  | 24          |       |       |       |       |          |
| 32 | 50-54  | 24          |       |       |       |       |          |
| 24 | 45-49  | 44          |       |       |       |       |          |
| 48 | 40-44  | 28          |       |       |       |       |          |
| 28 | 35-39  | 48          |       |       |       |       |          |
| 40 | 30-34  | 40          |       |       |       |       |          |
| 28 | 25-29  | 24          |       |       |       |       |          |
| 24 | 20-24  | 16          |       |       |       |       |          |
| 36 | 15-20  | 40          |       |       |       |       |          |
| 44 | 10-14  | 16          |       |       |       |       |          |
| 48 | 5-9    | 24          |       |       |       |       |          |
| 36 | 0-4    | 32          |       |       |       |       |          |

## Економіка
2010 року серед 588 осіб працездатного віку (15—64 років) 406 були активними, 182 — неактивними (показник активності 69,0%, у 1999 році було 66,7%). З 406 активних мешканців працювало 350 осіб (185 чоловіків та 165 жінок), безробітними було 56 (29 чоловіків та 27 жінок). Серед 182 неактивних 48 осіб було учнями чи студентами, 79 — пенсіонерами, 55 були неактивними з інших причин.

У 2010 році в муніципалітеті числилось 421 оподатковане домогосподарство, у яких проживали 948,0 особи, медіана доходів виносила 16 454 євро на одного особоспоживача

## Галерея зображень

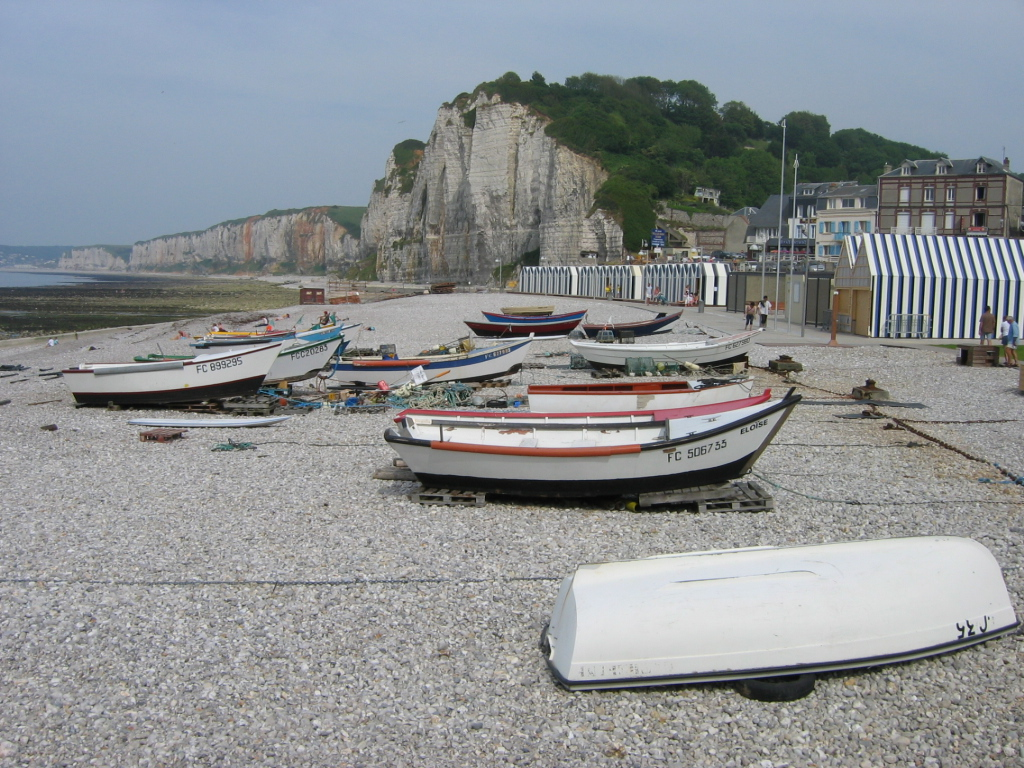
Іпор.
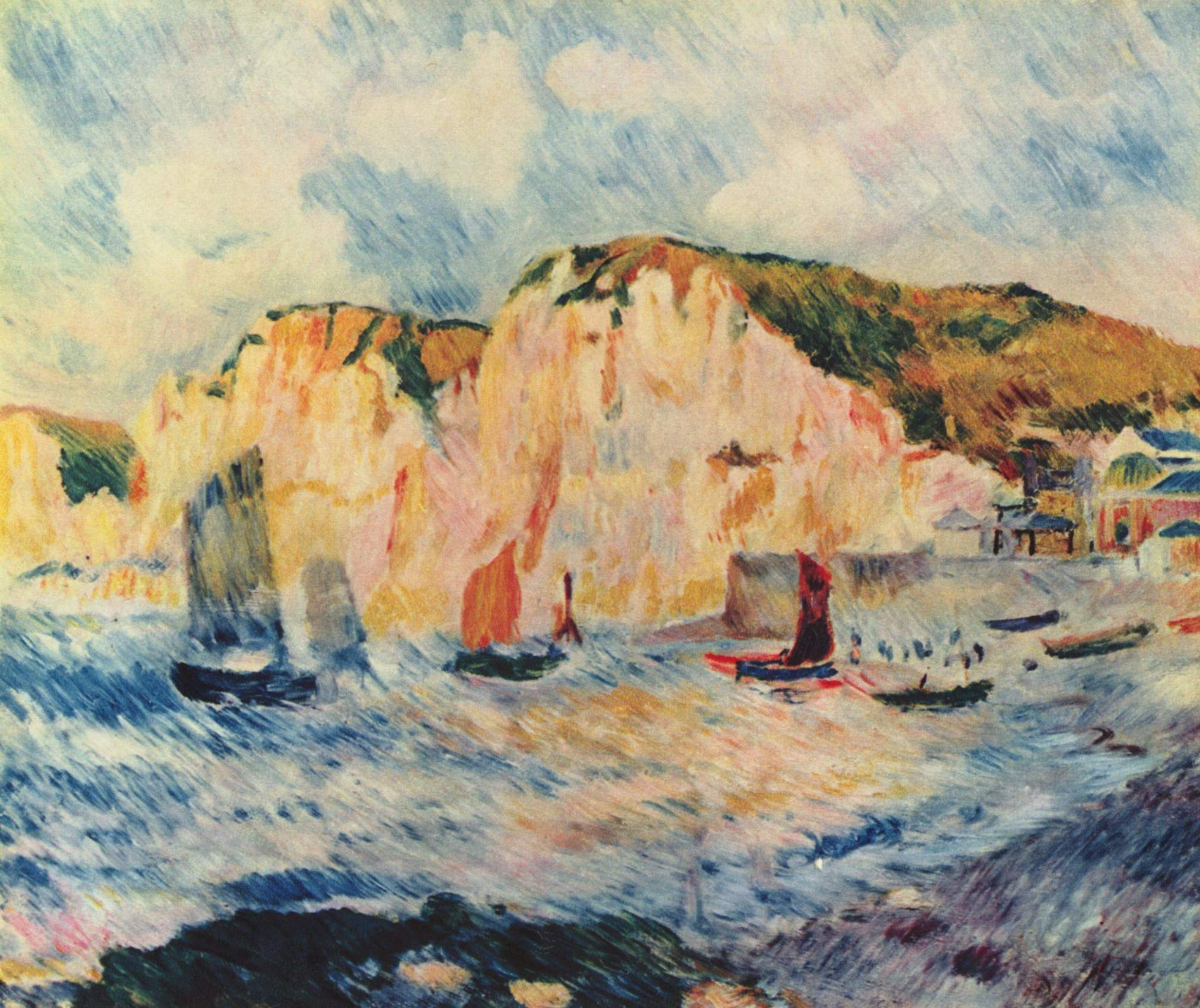
П'єр-Оґюст Ренуар, Море і корабель, 1883, Музей мистецтва Метрополітен, Нью-Йорк.
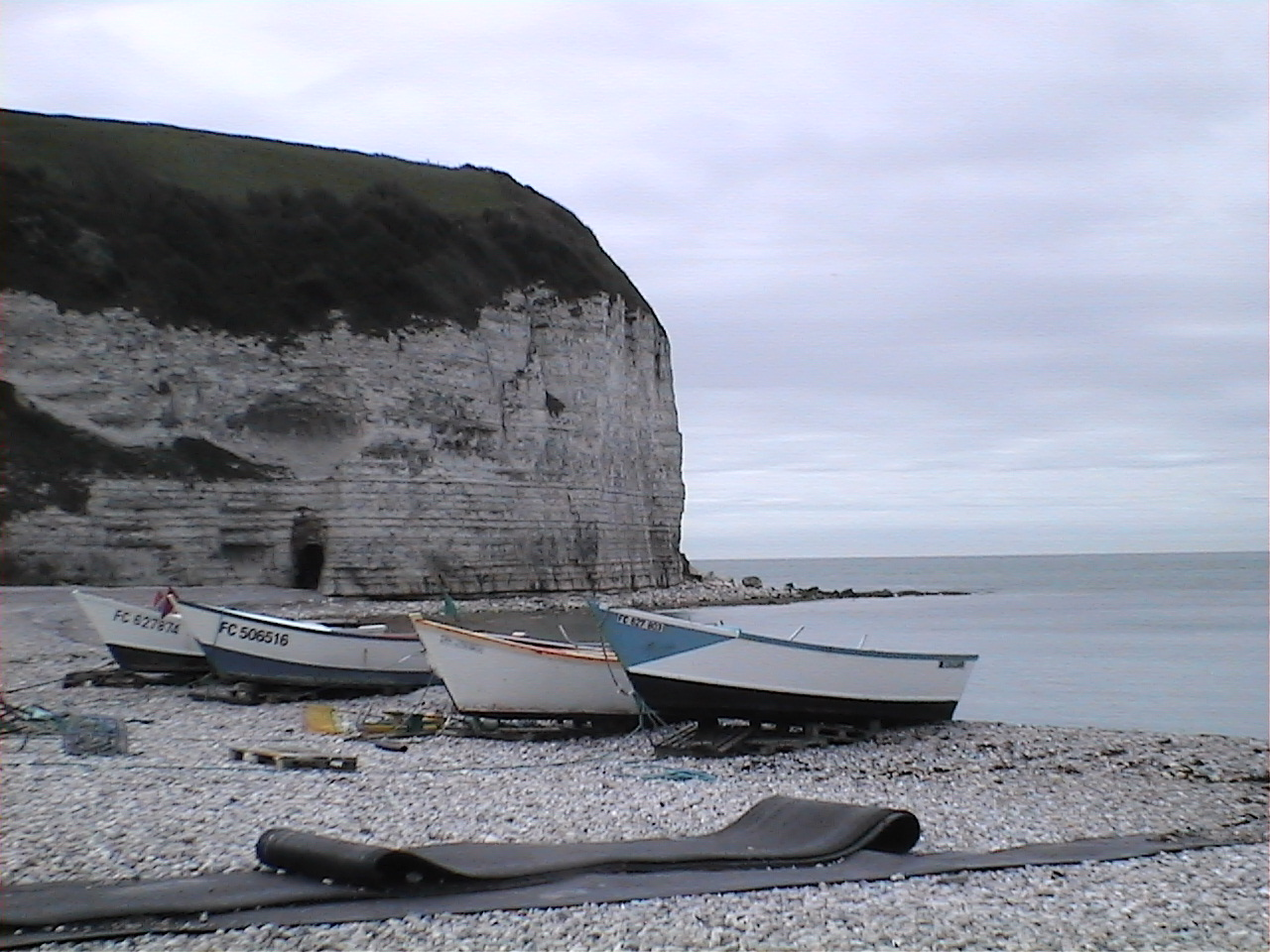
Скали Іпору.
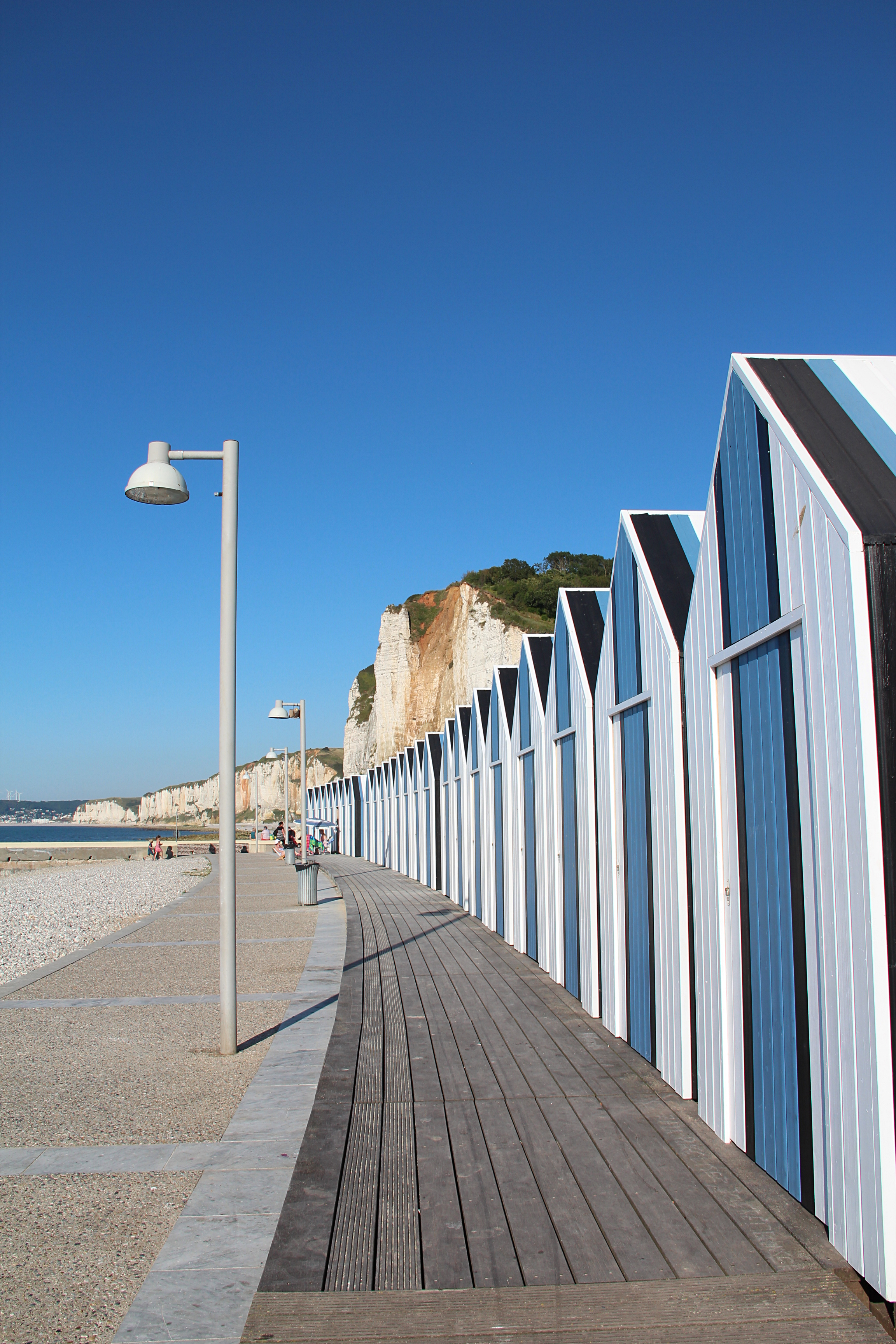
Пляжні кабінки.
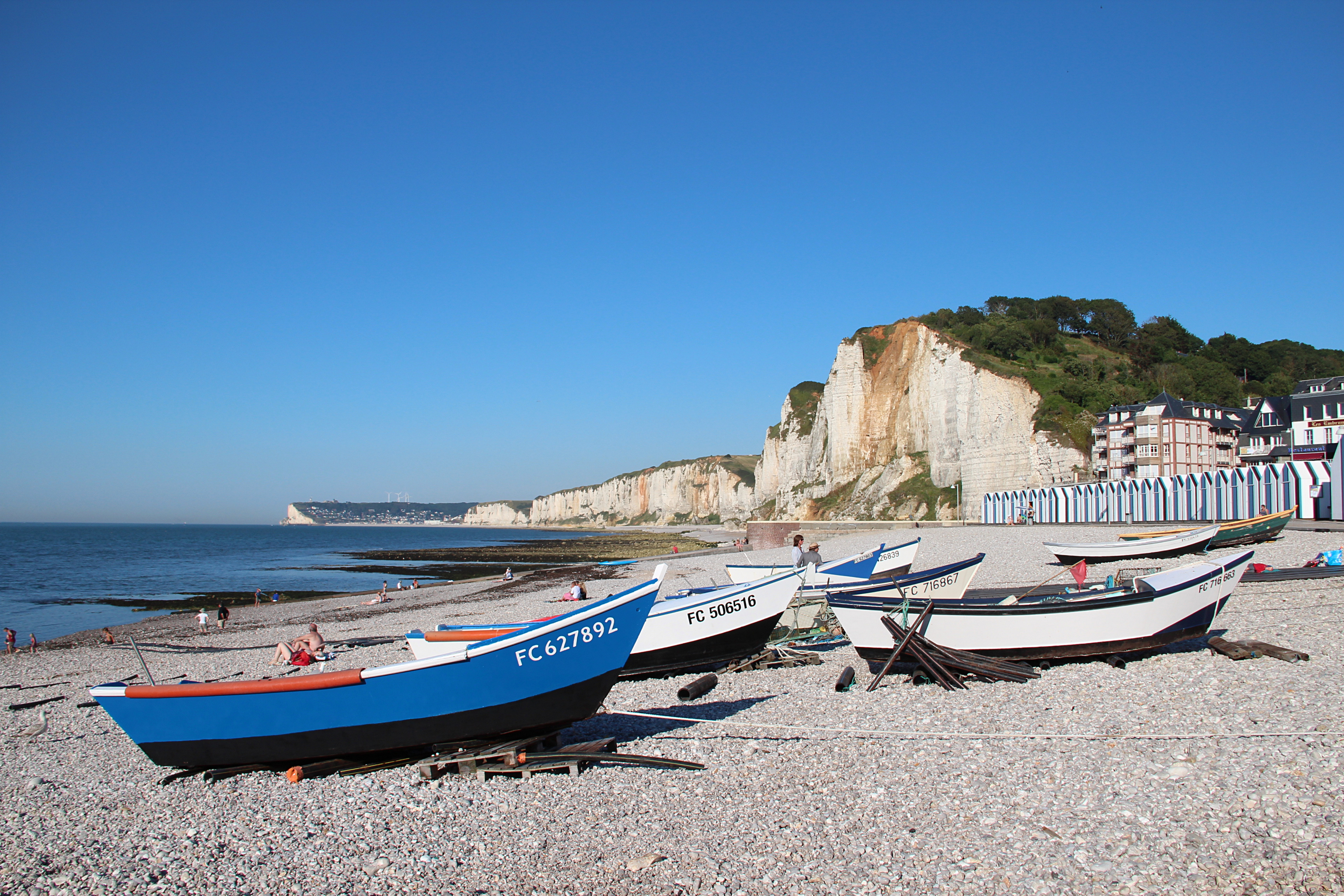
Пляж.